# Els Gargallars
Els Gargallars és un paratge del terme municipal de Conca de Dalt, a l'antic terme de Toralla i Serradell, al Pallars Jussà, en territori del poble de Rivert. Està situat a ponent del poble de Rivert, a la dreta del barranc del Balç, al vessant septentrional del Serrat del Gargallar, al nord de l'Obaga de la Font del Cristall i al nord-oest de les Balçs i de Roca Mirana.